# Gentiana clausa
Gentiana clausa là một loài thực vật có hoa trong họ Long đởm. Loài này được Raf. mô tả khoa học đầu tiên năm 1828.